# Lwia Góra
Lwia Góra – wzniesienie (718 m n.p.m.) w południowo-zachodniej Polsce, w Sudetach Zachodnich, w paśmie Rudaw Janowickch, w Górach Strużnickich

## Położenie
Wzniesienie położone jest w środkowej części Rudaw Janowickch, w ramieniu odchodzącym od Dziczej Góry w kierunku północno-zachodnim, w stronę Gór Sokolich. Wznosi się pomiędzy Świnią Górą a bezimienną kulminacją, na której znajduje się grupa skał Fajka.
Położona jest około 3,5 km na południe od centrum miejscowości Janowice Wielkie, 3,0 km na południowy wschód od centrum miejscowości Karpniki oraz 1,5 km od Strużnicy. 

## Opis
Wzniesienie o wyraźnie zaznaczonym wierzchołku, w postaci wydłużonego kopulastego wzniesienia o stromo opadających północnych, południowo-zachodnich i północno-wschodnich zboczach, a łagodnych południowo-wschodnich i północno-zachodnich.
Położenie góry, nad doliną Karpnickiego Potoku po południowo-zachodniej stronie, oraz wyniesiony kopulasty wierzchołek, czynią górę rozpoznawalną w terenie.

## Skałki
Szczyt wzniesienia zwieńcza grupa okazałych granitowych  skałek o nazwie Starościńskie Skały, w których erozja i denudacja wypreparowały w granicie fantastyczne kształty, tworząca malownicze gniazdo skalne, skalne miasteczko w miniaturze, pełne uroczych okien, półek, filarów i kociołków wietrzenioych. Na zboczach wśród licznych grup skałek występują pojedyncze skały granitowe i niewielkie urwiska skalne.
Na północnym zboczu znajdują się skałki Dwoista i Ryjówka.
Na północno-zachodnim grzbiecie znajdują się skałki Dziób, Mrówcza Skała, Fala i Koń, a na zboczu poniżej: Regał i Biblioteka.
Na południowo-wschodnim grzbiecie znajdują się skałki Żółw, Ślimak, Skośna i Wielbłąd.
W dolnych partiach południowo-zachodnich zboczy, poniżej niebieskiego szlaku turystycznego, a powyżej wsi Strużnica znajdują się Strużnickie Skały.
Ponadto na zboczach znajdują się mniejsze, nienazwane skałki i wielkie bloki skalne, a zbocza pokryte są blokowiskami.
Na północno-zachodnim stoku wzniesienia około 700 m n.p.m. znajduje się niewielka pseudokrasowa jaskinia rumowiskowa Schronisko Starościńskie o długości 9 m.
Tuż pod południowo-wschodnim grzbiecie, w pobliżu przełęczy oddzielającej masyw Lwiej Góry od Świniej Góry, na poziomie 640 m n.p.m. znajduje się stare wyrobisko górnicze po nieczynnym kamieniołomie (Pieklisko), a w nim niewielkie jeziorko.

## Budowa geologiczna
Zbudowane jest z waryscyjskich granitów karkonoskich, należących do masywu karkonoskiego. Jest to granit średnioziarnisty porfirowaty, z widocznymi porfirokryształami skaleni. W wielu miejscach występują żyły aplitów, czasami zafałdowane.

## Roślinność
Cały szczyt i zbocza porastają sztuczne monokultury świerkowe, które zastąpiły pierwotne lasy regla dolnego. Domieszkę stanowią drzewa liściaste, przede wszystkim buki.

## Ochrona przyrody
Wzniesienie położone jest na terenie Rudawskiego Parku Krajobrazowego.

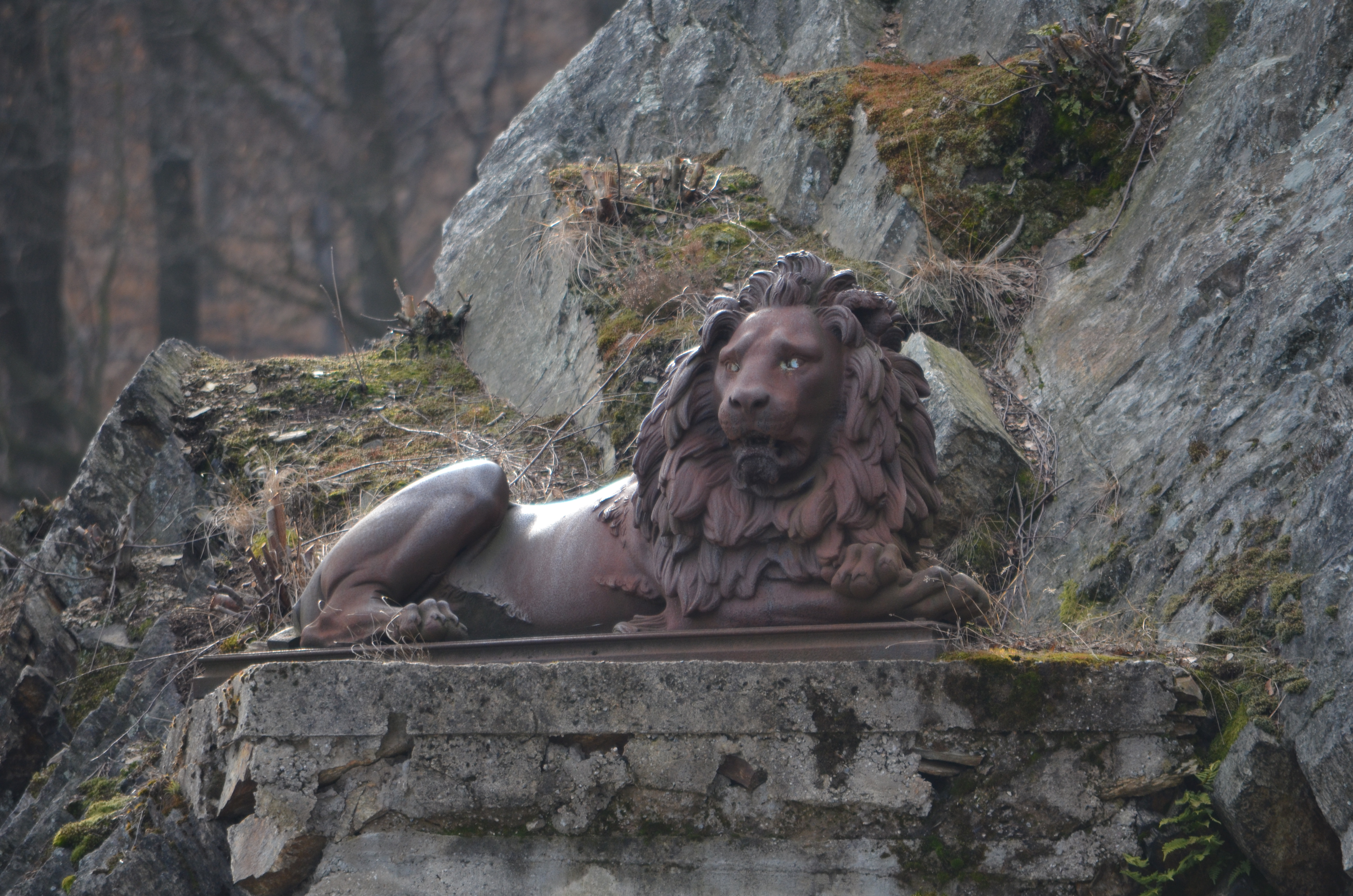
Figura lwa stojąca w przeszłości przy jednej ze skał na szczycie wzniesienia

## Turystyka
Na szczyt góry prowadzi szlak turystyczny:
- - niebieski fragment Europejskiego Szlaku E3 prowadzący z Trzcińska na Skalnik przez Wołek.

- Na szczycie góry po północno-zachodniej stronie wykonana jest platforma widokowa, z której w kierunku północnym rozpościera się rozległa panorama na Góry Kaczawskie i Rudawy Janowickie.

Zbocza poniżej szczytu trawersuje kilka dróg leśnych i ścieżek.